# Tomori Pál
Tomori Pál (1475 körül – Mohács, 1526. augusztus 29.) hadvezér, kalocsai érsek, a mohácsi csatában a magyar sereg egyik fővezére. Azért vállalta az érseki hivatást, mert két menyasszonya is elhunyt. A magyar seregben a fővezéri címet is csak nagy nehezen akarta elvállalni a pápa biztatására.

## Élete
Abaúj vármegyei köznemesi családba született. Katonai pályafutást Bornemisza János főnemes familiárisaként kezdte. Erdélyben kúriai jegyző, kincstári tisztviselő, sókamarai ispán, majd 1505-től 1514-ig fogarasi várnagy volt. 1506-ban közreműködött az ökörsütésnek nevezett adó miatt kitört székely lázadás leverésében. 1512-ben II. Ulászló követeként járt a török udvarban. 1514. július végén, Dózsa György fegyverletétele után Szapolyai János őt küldte a Bihar városát ostromló parasztsereg ellen. Részt vett Bornemissza János alvezéreként a gubacsi csatában is június 21-én, ahol Száleresi Ambrus keresztes lázadó seregét győzték le a nemesek. Tomori csatában legyőzte a bihari parasztfelkelőket is július 15-én, és vezetőjüket, Lőrinc papot is fogságba ejtette Temesvár alatt. Az 1514-es magyar parasztháború ezzel a csatával ért véget.
1514-től 1518-ig fogarasi és munkácsi várnagy volt, majd 1518-ban budai várkapitánnyá nevezték ki. 1519 májusában az ő nevéhez fűződik a nádorválasztó országgyűlésen támadt köznemesi zendülés leverése. 1520 közepén ismeretlen okból – van olyan feltételezés, hogy menyasszonya halála miatt – szétosztotta vagyonát rokonai között, az obszerváns ferencesek közé lépett, és a rend esztergomi kolostorába vonult.

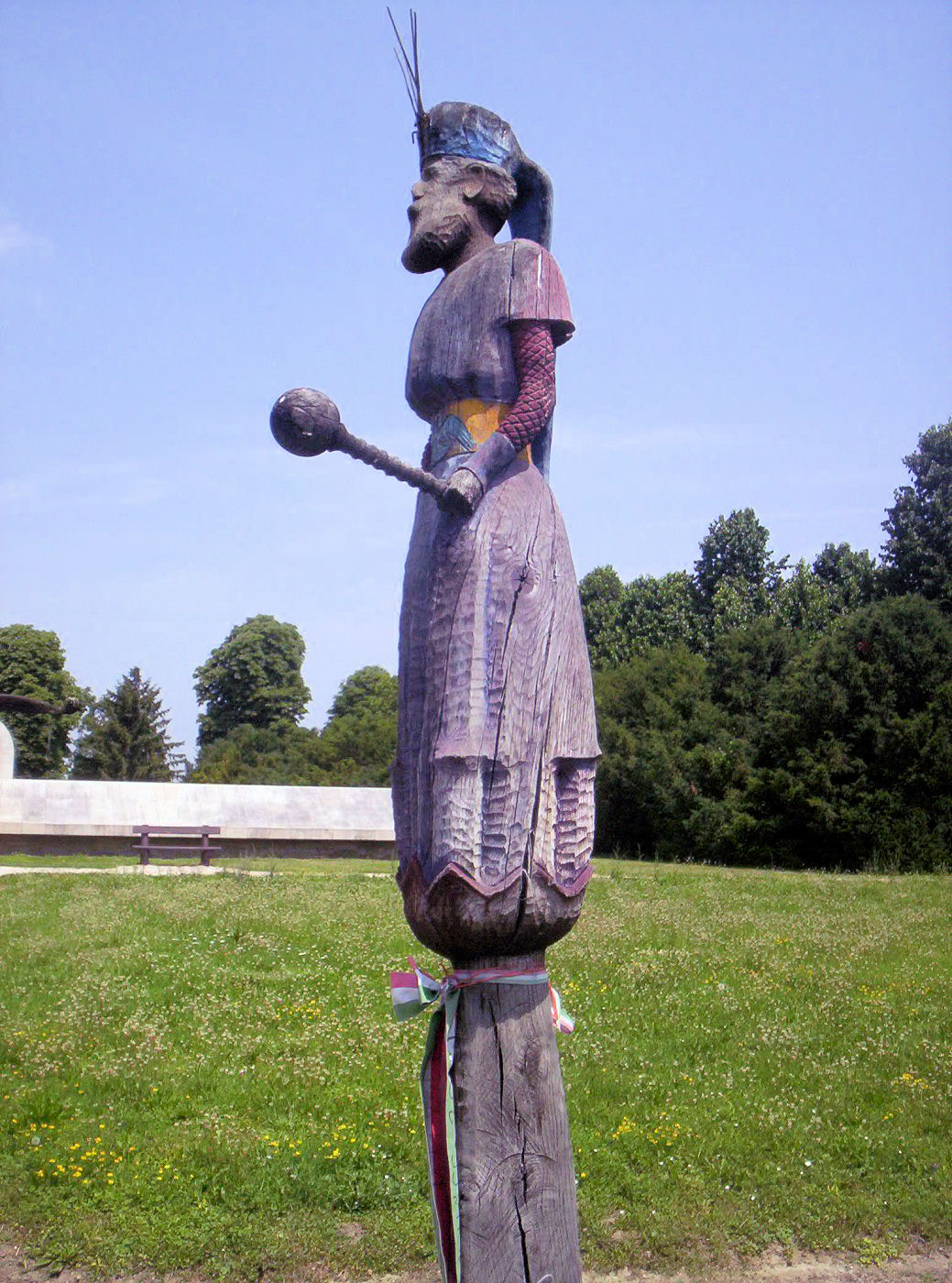
Faszobra a Mohácsi Történelmi Emlékparkban

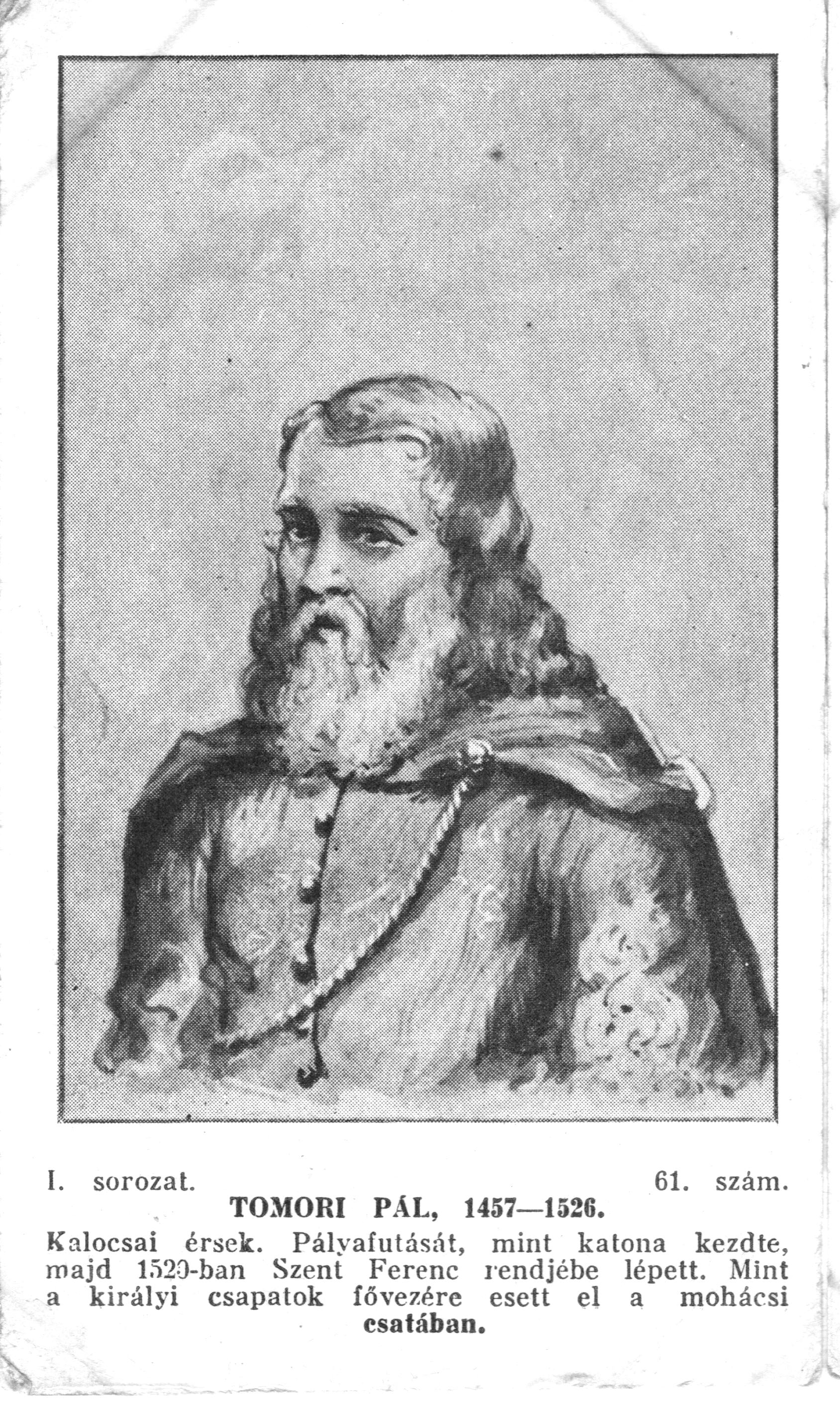
A pesti portrésorozat kártyalapján

### Részvétele a mohácsi csatában
Tomori jó katona hírében állott, ezért 1521-ben, a török-magyar háború kitörésekor sokan benne látták azt a hadvezért, aki képes lenne a magyar hadak vezetésére. Egy budai ügyvivői jelentés szerint a magyaroknak nem voltak képzett hadvezéreik, mert a hosszú béke „valósággal elnőiesítette” őket, egyedül Tomori Pál volt járatos a hadviselés mesterségében. Tomori azonban a biztatás ellenére sem akart visszatérni világi pályára.
Végül magyar kérésre 1523. február 4-én VI. Adorján pápa rákényszerítette, hogy fogadja el a kalocsai érsekséget, majd áprilisban az országgyűlés sietve megbízta – kortárs tudósítás szerint – „az ország hadnagyságával és az egész Alföld kapitányságával” is. Tomori eleget tett a pápa és az országgyűlés utasításának és ezzel a török elleni védekezés szervezőjévé és katonai vezetőjévé vált. Hároméves délvidéki működése során komoly érdemeket szerzett a határvédelem megerősítésében. 1523 júliusában érkezett állomáshelyére, Péterváradra és augusztusban már fel kellett vennie a harcot Ferhád boszniai pasa ellen, aki mintegy tizenkétezer fős hadserege élén a szerémségi Rednek várát vette ostrom alá. Augusztus 6-án és 7-én a Nagyolaszi–Rednek–Szávaszentdemeter háromszögben lefolyt három ütközetben a magyar csapatok döntő győzelmet arattak Ferhád serege felett. Ez volt az 1521–26-os magyar–török háború egyetlen jelentős magyar győzelme. Tomori a következő másfél évben igyekezett a délvidéki – elsősorban a szerémségi – végvárrendszert megerősíteni. E várakra támaszkodva verte vissza az egyre gyakoribb török betöréseket. 1525-re annyira stabilizálta a helyzetet, hogy török területre is be tudott törni. Nagyobb hadjáratra nem gondolhatott, mert a magyar kincstár és a magyar főurak részéről csak nagyon kevés támogatást kapott. Tomori egyházmegyéje teljes jövedelmét a védekezésre fordította és pápai támogatást is kapott, azonban a feladathoz mérten ez kevésnek bizonyult. Hogy az udvart és a főurakat ráébressze a veszélyre, többször is lemondással fenyegetődzött, majd 1526. január 12-én valóban benyújtotta lemondását és tárgyalásokba kezdett a Budán fogva tartott török követtel. Később I. Szulejmán ekkorra már elhatározta, hogy újabb hadjáratot indít Magyarország ellen, Tomori ezért visszavonta lemondását és ismét visszatért állomáshelyére. Terve az volt, hogy mintegy hatezer fős seregével megpróbálja a török sereget a Dráva vonalán feltartóztatni. Augusztus 24-én szét is vert egy török elővédet, de a haditanács úgy rendelkezett, hogy seregével csatlakozzon a magyar fősereghez. Tomori ellenezte a döntést, de a parancsot ennek ellenére végrehajtotta. Az augusztus 29-én lezajlott csatában ő volt a magyar seregek fővezére. A rövid csatában II. Lajos magyar király és számos egyházi és világi méltóság mellett ő is életét vesztette.

## Emlékezete
- Budapest XIII. kerületében oktatási intézmény viseli a nevét:  Tomori Pál Általános Iskola.
- Kalocsán működik a Tomori Pál Főiskola Archiválva 2017. április 10-i dátummal a Wayback Machine-ben.
- A Kalocsa és az M6-os autópálya közötti 512-es főút Foktő és Dunaszentgyörgy közötti szakaszán, a Duna felett húzódik a Tomori Pál híd.